# شهرستان یاکیما (واشینگتن)
شهرستان یاکیما، واشینگتن (به انگلیسی: Yakima County, Washington) یک سکونتگاه مسکونی در ایالات متحده آمریکا است که در ایالت واشینگتن واقع شده‌است.

## خصوصیات
شهرستان یاکیما ۱۱٬۱۶۵٫۵ کیلومترمربع مساحت دارد.